# Fritz Klein (médico)
Fritz Klein (Feketehalom, Imperio austrohúngaro (actual Zeiden), Rumania; 24 de noviembre de 1888 – Hamelín, Alemania; 13 de diciembre de 1945) fue un médico y oficial de las SS que participó activamente en el Holocausto durante la Segunda Guerra Mundial.

## Historia
Klein era de origen austro-húngaro. Fue uno de los primeros miembros del Partido Nazi con el número de carnet 732, se unió a las SS el 26 de mayo de 1943 con el rango de Untersturmführer, sin pertenecer nunca a las Waffen SS. Era de religión Protestante. Recibió el Botón de Oro del NSDAP por su antigüedad. Al final de la guerra estaba divorciado. 
Trabajaría en el Campo de concentración de Auschwitz-Birkenau realizando experimentos científicos sin ninguna justificación con prisioneros desde diciembre de 1943 hasta 1944. Una de sus principales labores sería seleccionar los prisioneros que llegaban al andén del campo para ser enviados a las cámaras de gas. Fue transferido brevemente al campo de Neuengamme en Alemania. En enero de 1945, fue transferido finalmente al campo de concentración de Bergen Belsen. Muchos de sus maltratos y cruel conducta en Auschwitz están narrados en el libro "Los hornos de Hitler" de la antigua prisionera rumana Olga Lengyel.

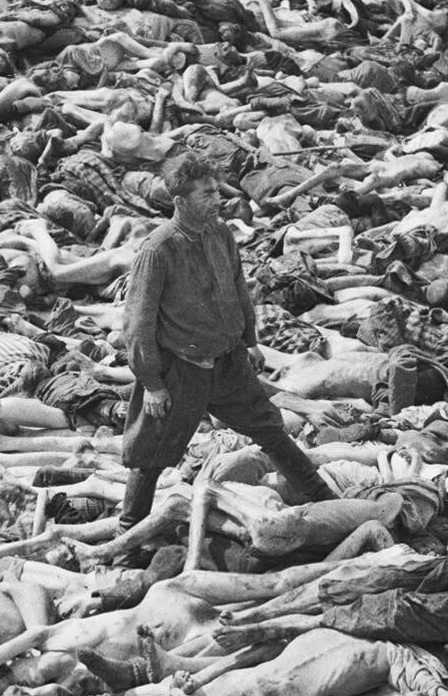
El Dr. Fritz Klein, por orden de los británicos, enterrando cadáveres de prisioneros en una fosa común del Campo de Bergen-Belsen, el 24 de abril de 1945.

## Promociones alcanzadas
- SS Untersturmführer - 26 de mayo de 1943

- SS Obersturmführer - 1944

- SS Hauptsturmführer - 1945

## El fin
Klein fue detenido y golpeado por efectivos del Ejército Británico en abril de 1945 y convicto ante las cortes en el llamado Juicio de Bergen-Belsen, siendo acusado por los cargos de crímenes de guerra y crímenes contra la humanidad. Sería ejecutado en la horca el 13 de diciembre de 1945.